# Habitatge a l'avinguda Pau Casals, 4 (l'Hospitalet de Llobregat)
L'habitatge a l'avinguda Pau Casals, número 4, de l'Hospitalet de Llobregat (Barcelonès) és un edifici d'estil racionalista protegit com a bé cultural d'interès local.

## Descripció
És un edifici entre mitgeres de planta baixa i dos pisos amb façana arrebossada que imita maons en algunes zones de la planta baixa. La coberta és plana. La façana és racionalista, de línies rectes, que forma un joc de volums que crea ombres en relació amb els buit i les parts que sobresurten.